# Kian Emadi
Kian Emadi (ur. 29 lipca 1992 w Stoke-on-Trent) – brytyjski kolarz torowy, złoty medalista mistrzostw świata i brązowy medalista mistrzostw Europy.

## Kariera
Pierwszy sukces w karierze osiągnął w 2014 roku, kiedy zdobył srebrny medal w sprincie drużynowym na igrzyskach Wspólnoty Narodów w Glasgow. Następnie zajął w tej konkurencji trzecie miejsce podczas mistrzostw Europy w Yvelines. W tej samej konkurencji wywalczył również złoty medal podczas mistrzostw świata w Apeldoorn i srebrny na igrzyskach Wspólnoty Narodów w Gold Coast w 2018 roku.
Jego matka pochodzi ze Stanów Zjednoczonych a ojciec z Iranu.